# Citronelle
Citronelle – miasto w Stanach Zjednoczonych, w stanie Alabama, w hrabstwie Mobile. W roku 2023 miasto zamieszkiwało 3910 osób, a gęstość zaludnienia wynosiła 61,2 osoby/km².